# Zosterops simplex
Zosterops simplex là một loài chim trong họ Zosteropidae.

## Phân loài
- Z. s. simplex R. Swinhoe, 1861 – east China, Taiwan and extreme northeast Vietnam
- Z. s. hainanus Hartert, 1923 – Hainan (off southeast China)
- Z. s. erwini (Chasen, 1935) – coastal Thai-Malay Peninsula, lowland Sumatra, Riau Islands, Bangka Island, Natuna Islands and lowland west Borneo
- Z. s. williamsoni Robinson & Kloss, 1919 – Gulf of Thailand coast and west Cambodia
- Z. s. salvadorii Meyer, AB & Wiglesworth, 1894 – Enggano Island (west Sumatra)